# San Babila
San Babila – stacja przesiadkowa mediolańskiego metra pomiędzy liniami M1 oraz M4. Znajduje się na piazza San Babila w Mediolanie. Stacja nitki czerwonej zlokalizowana jest pomiędzy przystankami Palestro i Duomo, natomiast stacja nitki granatowej położona jest między stacjami Tricolore oraz Sforza Policlinico. Starsza część została otwarta w 1964 roku, nowsza - w 2024 roku. Perony linii M1 mają 110 m długości, a linii M4 - 50 m długości.